# Friedrich Wilhelm, Duce de Schleswig-Holstein-Sonderburg-Glücksburg
Friedrich Wilhelm Paul Leopold (4 ianuarie 1785 – 17 februarie 1831) a fost primul Duce al linei secunde de Schleswig-Holstein-Sonderburg-Glücksburg și fondator al liniei care a inclus casele regale ale Danemarcei, Greciei, Norvegiei și Regatul Unit.
Friedrich Wilhelm a fost bunicul Alexandrei a Danemarcei (viitoare regină a Regatului Unit), și strămoșul mai multor membri actuali ai familiei regale britanice, inclusiv Elisabeta a II-a a Regatului Unit. De asemenea, el este strămoșul soțului ei, Prințul Filip, Duce de Edinburgh, prin nepotul său, George I al Greciei.

## Biografie
Friedrich Wilhelm s-a născut la Lindenau, Prusia de Est ca cel de-al treilea și singurul fiu al Ducelui Friedrich Karl Ludwig și a soției acestuia, contesa Friederike de Schlieben.

### Căsătorie și copii
La 26 ianuarie 1810, Friedrich Wilhelm s-a căsătorit cu Prințesa Louise Caroline de Hesse-Cassel (28 septembrie 1789 – 13 martie 1867), o nepoată a regelui Frederic al V-lea al Danemarcei prin mama sa Prințesa Louise a Danemarcei. Friedrich Wilhelm și Louise Caroline au avut zece copii:
- Prințesa Luise Marie Friederike de Schleswig-Holstein-Sonderburg-Glücksburg (23 octombrie 1810 – 11 mai 1869).
- Prințesa Friederike Karoline Juliane de Schleswig-Holstein-Sonderburg-Glücksburg (9 octombrie 1811 – 10 iulie 1902).
- Karl, Duce de Schleswig-Holstein-Sonderburg-Glücksburg (30 septembrie 1813 – 24 octombrie 1878).
- Friedrich, Duce de Schleswig-Holstein-Sonderburg-Glücksburg (23 octombrie 1814 – 27 noiembrie 1885).
- Prințul Wilhelm de Schleswig-Holstein-Sonderburg-Glücksburg (10 aprilie 1816 – 5 septembrie 1893).
- Christian al IX-lea al Danemarcei (8 aprilie 1818 – 29 ianuarie 1906).
- Prințesa Luise, stareță de Itzehoe (18 noiembrie 1820 – 30 noiembrie 1894).
- Prințul Julius de Schleswig-Holstein-Sonderburg-Glücksburg (14 octombrie 1824 – 1 iunie 1903).
- Prințul Johann de Schleswig-Holstein-Sonderburg-Glücksburg (5 decembrie 1825 – 27 mai 1911).
- Prințul Nikolaus de Schleswig-Holstein-Sonderburg-Glücksburg (22 decembrie 1828 – 18 august 1849).

La 25 martie 1816, Friedrich Wilhelm i-a succedat tatălui său ca Duce de Schleswig-Holstein-Sonderburg-Beck. La 6 iulie 1825, el a devenit Duce de Glücksburg și și-a schimbat titlul în Duce de Schleswig-Holstein-Sonderburg-Glücksburg, după ce linia cea mare de Glücksburg s-a stins în 1779. Friedrich Wilhelm a murit la 17 februarie 1831 la Gottorp, la vârsta de 46 de ani.
Printre nepoții lui se includ: Frederic al VIII-lea al Danemarcei, Alexandra a Danemarcei, George I al Greciei, Dagmar a Danemarcei și Prințesa Thyra a Danemarcei.